# 蕭揔
蕭揔（976年—1009年8月9日），字伯元，北宋進士、官員，出身蘭陵蕭氏，為唐僖宗時宰相蕭倣的五世孫。

## 生平
蕭揔祖父蕭漼本為南漢官員，歸降北宋後官至祠部员外郎；父親蕭義方未出仕，早卒。蕭揔即蕭義方第三子，幼時喪父，為外表姑陳氏家所收養。
咸平三年（1000年），蕭揔登進士丙科，獲授校书郎、建昌军判官兼通判。任期結束後，進階大理评事，轉任泰州判官。蕭揔後因政績突出進階著作佐郎。不久之後，蕭揔知端州軍州事，進階祕書丞。
大中祥符二年七月十六日（1009年8月9日），蕭揔在端州官舍去世，時年三十四歲。

## 家庭

### 夫人
- 張氏，張昷之之姊

### 子孫
- 子：蕭裔，早卒
- 子：蕭泂，進士，泾州保定县主簿
  - 孫：蕭祜
  - 孫：蕭通
  - 孫：蕭平叔
- 女：蕭氏，嫁邛州临溪县主簿叚倕